# Asplenium macrocarpum
Asplenium macrocarpum là một loài dương xỉ trong họ Aspleniaceae. Loài này được Bedd. C. Hope mô tả khoa học đầu tiên năm 1902.